# Cerro Santa Bárbara
El Cerro Santa Bárbara (8°54′18″N 70°45′54″O / 8.904902, -70.764984) es una formación de montaña ubicado al sur de Timotes y al este del poblado de Chachopo en el extremo oeste del páramo la Culata de la Sierra La Culata, Venezuela. A una altitud de 3.610 m s. n. m. el Cerro Santa Bárbara es una de las montaña más alta en Venezuela.

## Historia
El valle donde se ubica el Cerro Santa Bárbara hasta el Alto de Timotes hacia el sur fue ocupado por los indígenas timotes y cuicas. Para el momento de la llegada de los europeos, esta región de alta montaña fue ocupada por pueblos con alto desarrollo agrícola que hablaban lenguas de la familia timoto-cuica. Estos pueblos producían maíz, papas y algodón en terrazas agrícolas sobre las laderas de las montañas del páramo andino.

## Ubicación
El Cerro Santa Bárbara forma parte del lindero este de El Rincón en un valle al sur del poblado de Chachopo, del municipio Justo Briceño, en el corazón del Parque nacional Sierra de La Culata. Al oeste pasa la carretera trasandina a nivel de Chachopo y al este la carretera Apartaderos-Barinitas a nivel de Pueblo Llano.
El Cerro El Say, junto con el páramo la Estrella, es el punto más noreste de los límites de la parroquia Pueblo Llano y, por extensión, del mismo municipio Justo Briceño con su vecino el municipio Miranda.